# Управление по делам малого бизнеса (США)
Управление по делам малого бизнеса (англ. Small Business Administration, SBA) — агентство Федерального правительства США, созданное с целью финансовой поддержки, а также содействия в управлении предприятиями, которые не имеют доступа на рынки капитала, которыми пользуются более крупные и кредитоспособные корпорации, поддерживать фонд для предоставления кредитов в целях восстановления после природных катастроф. Поставленная перед Управлением по делам малого бизнеса задача реализуется через: предоставление грантов, субсидий, кредитов, дотаций; ежегодную помощь предпринимателям получить доступ к государственному заказу на сумму свыше $100 млрд; консультации предпринимателей, Управление имеет офис в каждом штате, также предоставляют гранты консалтинговым партнёрам, в итоге консультации ежегодно получают свыше 1 миллиона предпринимателей. В январе 2012 года президент США Барак Обама заявил о введении Администратора Управления по делам малого бизнеса в состав Кабинета США, что делает Администратора Управления должностью министерского уровня. Деятельность Управления по делам малого бизнеса финансируется через прямые гранты, выделяемые по одобрению Конгресса.
Управление возглавляет Администратор Управления по делам малого бизнеса. В настоящее время администратором является Келли Леффлер.

## История
Управление по делам малого бизнеса было создано 30 июля 1953 года президентом США Дуайтом Эйзенхауэром вместе с подписанием Закона о малом бизнесе. Управление пережило ряд угроз своему существованию. В 1996 году контролируемая республиканцами Палата представителей планировала ликвидировать агентство. Оно сумело уцелеть и даже получило рекордно высокий бюджет в 2000 году. Усилия администрации Джорджа Буша — младшего по прекращению программы кредитования Управления встретили сопротивление Конгресса, хотя бюджет Управления был неоднократно сокращён, а в 2004 году некоторые расходы вовсе были заморожены. Администрация Обамы поддерживает бюджет Управления, значительные дополнительные ассигнования укрепили кредитование Управления в рамках Закона о оздоровлении американской экономики и реинвестировании (2009) и Закона о поддержке малого предпринимательства (2010).